# Behaviorizmus
A behaviorizmus a pszichológia egy elméleti irányzata, amely a viselkedést tekinti az objektív megfigyelés egyetlen lehetséges tárgyának.

## A behaviorista irányzat áttekintése
A behaviorista szerint a környezeti feltételek a tanulás révén a viselkedést, a személy viselkedése a környezetet befolyásolja. A tanulás itt, az operáns és klasszikus kondicionálás mellett, megfigyelés útján történő tanulás is lehet.
Az ember viselkedését csak egy külső szemlélő tudja objektíven megfigyelni. A behaviorizmus folyamán az inger-válasz pszichológia ami azokat az ingereket tanulmányozza, melyek viselkedés válaszokat váltanak ki. John B. Watson (1878-1958) álláspontja szerint a tudomány korabeli csődállapotáért az introspektív módszer felelős. Az önmegfigyelés mint módszer egyszersmind a tudatjelenségekre korlátozza a kutatás tárgyát. Az önmegfigyeléses módszer leszűkíti a vizsgálható jelenségek körét: állatokról, gyermekekről vagy elmebetegekről jóformán semmit nem tud mondani.
Javasolt megoldás: foglalkozzunk csupán a viselkedéssel, mint az objektív megfigyelés egyetlen lehetséges tárgyával.
Egyfelől léteznek ingerek: olyan hatások, amelyek egy állati vagy emberi szervezetet érnek, s abban valamilyen változást idéznek elő. Az ingerek minden pillanatban azonosíthatók, akár fizikai paraméterekkel is leírhatók.
Léteznek válaszok, mint olyan események, amelyekkel az adott élőlény a hozzá eljutó ingerekre reagál. Ezek szintén tetszőleges pontossággal rekonstruálhatók: izommozgásokként vagy mirigyműködésekként.
- A viselkedés formáit figyeli;
- a belső nem érdekli (pl. érzelmek, mentális folyamatok), csak az embert érő ingerek és az erre adott válaszok;
- objektivitásra törekszik (megtudni, hogy adott ingerre, milyen válasz várható) és a személy viselkedéséből von le következtetéseket.

Az elhízás leküzdésének kérdésére például úgy válaszol, hogy mivel csak bizonyos ingerek jelenlétében eszünk túl sokat, az elhízás ellen való védekezésül ezeket az ingereket kell legyőznünk, ill. elkerülnünk.A szigorú behavioristák nem foglalkoznak mentális folyamatokkal.
A pszichológia céljának azt tekinti, hogy megállapítsa az ingerek és a rájuk adott válaszok közötti összefüggést. Úgy is fogalmazhatunk, hogy itt a szervezet egy feketedoboz szerepét tölti be: nem szükséges felnyitni, maga a doboz a bemenő hatások és a kimeneti események segítségével kellőképpen jellemezhető.

## A behaviorizmus kialakulása
John B. Watson (1878-1958) fogalmazta meg először egy új, természettudományos igényű pszichológia szükségességét a korábbi lélektani gyakorlat negatív tapasztalataiból kiindulva: elvetette és bírálta az introspekció módszerét, mert az véleménye szerint nem ellenőrizhető módszer, továbbá legnagyobb hibájaként azt említi, hogy az teljességgel nélkülözi az objektivitást. Továbbá kifejti még azt is, hogy ezzel az eljárással nem vizsgálhatóak az állatok, a gyermekek és az elmebetegek esetében tapasztalható jelenségek (Ülkei, 1998).
Watson hangot adott annak, hogy a pszichológiai kutatások e módszernek köszönhetően lekorlátozódtak a tudatjelenségek vizsgálatára („emlékképek”, „képzelet”, „tudat élessége”), de az eredmények megbízhatósága tekintetében mit sem érnek, hiszen azok pusztán az introspekció módszerén alapulnak. Ezen vélekedései hívták életre a Hogyan látja a behaviorista a pszichológiát? című művét, mely 1913-ban jelent meg (Ülkei, 1998).
Könyvében azt javasolja, hogy a viselkedés vizsgálatára kell fókuszálni az objektivitás érdekében. Véleménye szerint az emberi viselkedést csak egy külső szemlélő tudja objektíven megfigyelni és leírni (Atkinson et al., 2005). Ülkei (1998) Watson leírására hivatkozik, mely szerint léteznek ingerek, melyek alatt a szervezetet ért hatásokat érti, melyek valamilyen változást hoznak létre a szervezetben. Az ingerek minden egyes pillanatban azonosíthatóak, akár fizikai paraméterekkel is leírhatóak, ilyenek pl. a fény vagy a hanghullámok (Atkinson et al., 2005). Ír még a válaszokról is, melyeket úgy jellemez, mint az ingerekre adott reakciók az élőlény részéről. Ilyen válaszok lehetnek pl. a különböző izommozgások, de ezek az egyes mirigyek működésének szintjére is lebonthatóak. Láthatjuk tehát, hogy a felsoroltak teljes mértékben megfelelnek az objektivitás kritériumának.
Watson szerint a pszichológia feladatának az ingerek és az ezekre adott válaszok közötti összefüggések vizsgálatát kell tekinteni. Az inger-válasz elmélet szemléltetésére a „feketedoboz” hasonlattal él, mely szerint a dobozt tekintsük az adott élőlény szervezetének. Ahhoz, hogy megértsük ennek működési mechanizmusait, a dobozt nem szükséges felnyitnunk, elég értelmeznünk hozzá a különböző bemeneti és kimeneti ingereket. Az elméletből az következik, hogy Watson szerint a pszichológiának minden szervezetet ért ingerre vonatkozóan meg kell tudnia jósolni a bekövetkezett válaszra, ill. fordítva: a válaszreakcióból meg kell tudnia állapítani, hogy mi volt az azt kiváltó inger. Ezzel az új elmélettel olyan bonyolult folyamatokat is képes volt megmagyarázni, mint a gondolkodás: a gondolkodást olyan körfolyamatként jellemezte, melyben a beszédmozgások egy sajátos öningerlést hoznak létre, s így azok újabb mozgások kiindulópontjaivá lesznek.
Más kognitív folyamatokat, mint a tanulást a behavioristák viselkedésváltozásként értelmezik: ha az élőlény korábban egy adott módon viselkedett, de később az ingerek ugyanazokra az ingerekre már más, újfajta módon reagál, akkor valamilyen tanulási folyamat ment végbe (Ülkei, 1998).
Ülkei (1998) leírásában azt olvashatjuk, hogy a behaviorista szemléletet általánosan jellemzi a környezetelvűség: azaz kitüntetett szerepet tulajdonít a környezetnek a viselkedés formálására nézve. Watson vélekedése szerint ezt úgy kell értenünk, hogy ha pl. száz csecsemő az általa meghatározott ingerkörnyezetben nevelkedik fel, akkor bármelyikükből képes orvost, tolvajt, sakkozót vagy szenes embert faragni. A példa alapján jól látható, hogy Watson a környezeti ingerek személyre gyakorolt formáló hatásának kizárólagosságot tulajdonít; ma már tudjuk, hogy ez nem így van, hiszen például a gének is jelentős szerepet játszanak a folyamatban. Jól látható, hogy a behaviorizmust a belső (pl. érzelmek, mentális folyamatok) nem érdeklik, csak az embert érő ingerekkel és az erre adott válaszokkal foglalkozik (Atkinson et al., 2005).
Ülkei (1998) bemutatja a behaviorizmus orosz képviselőjének, Ivan Petrovics Pavlov (1849-1929) munkásságát. Pszichológiai kutatásainak előzménye az emésztés élettanának tanulmányozása volt. Megfigyelte, hogy a kutya olykor a táplálék jelenléte nélkül is elválaszt nyálat. Pavlovot érdekelte a jelenség magyarázata, ezért kutatásai új irányt vettek. Megállapította, hogy léteznek olyan mechanizmusok, melyek – ha valamilyen felületet ingerlés ér – automatikusan lejátszódnak minden élőlényben; ezeket feltétlen reflexeknek nevezte el. Ilyen, mikor a kutya megkezdi a nyálelválasztást a táplálék látványára. Ezek a reflexek komplexek: két komponensből állnak, az egyik a feltétlen inger, a másik pedig a feltétlen válasz. Amennyiben a feltétlen ingert rendszerint társítják egy semleges ingerrel, úgy ez az inger feltételes ingerré válik: pl. Pavlov a táplálék érkezését egy csengő hangjával társította, s mikor ez az inger már rendszeressé vált, a kutya pusztán a csengő hangjára megkezdte a nyálelválasztást. Így a csengőszó lett a feltételes inger, s a nyálelválasztás vált feltételes válasszá.
A folyamat azonban ennél jóval bonyolultabb. Az állatok képesek az ingerek generalizálására (kiterjesztésére) és diszkriminálására (elkülönítésére) is. Képesek megtanulni, ha a feltételes inger egy ideig nem jár együtt a táplálékkal. Ilyenkor némi idő elteltével az ingert már nem követi a feltételes válasz. Ezt a folyamatot kialvásos gátlásnak nevezzük (Ülkei, 1998).
Burrhus Frederic Skinner (1904- 1990) – a behaviorizmus másik nagy alakja – az operáns kondicionálással foglalkozott. Kísérleteit főként patkányokkal végezte. Az ún. Skinner-doboz szerkezetét tekintve tartalmazott egy pedált, melynek lenyomására a patkány élelemhez jutott. Ebben az esetben az élelem egyaránt tekinthető ingernek és megerősítésnek: az inger a folyamat közben orientálja az állat mozgását, a megerősítés pedig a megelőző válaszokra utólagos hatást gyakorol, melynek eredményeként a viselkedés előfordulásának valószínűsége megnő. Felfedezte azt is, hogy amennyiben a megerősítést rendszeresen társítjuk egy semleges ingerrel, az állat pusztán ezen inger jelentkezésekor is hajlandó lesz dolgozni (pl. táplálék megjelenése kattanó hang esetén). Mindez a jelenség akkor is fennáll, ha a hang csak időnként társul a táplálékkal; ezt nevezzük másodlagos megerősítésnek. Amennyiben csak minden második, harmadik, negyedik stb. pedálnyomás után jár táplálék, akkor is kialakul bizonyos kondicionálás, bár ehhez hosszabb időre van szükség. Ezt az eljárást részleges megerősítésnek nevezzük. Nem csak kondicionálása, hanem kioltása is jóval több ideig tart.
Létezik ún. averzív kondicionálás is, melynek lényege az, hogy nincs konkrét jutalom; ebben az esetben a büntetés elmaradását tekinthetjük jutalomnak. Utóbbi kapcsán figyelték meg az ún. tanult gyámoltalanság jelenségét. Patkányoknak rendszeresen áramütést adtak, s így megtanulták, hogy bármit is tesznek, nem tudják elkerülni a fájdalmas ingert. Más patkányok ezalatt olyan ketrecben voltak, ahol egy pedál lenyomásával megelőzhették az áramütést.
Amikor az első esetben említett patkányt áttették abba a ketrecbe, ahol a pedál lenyomásával elejét vehette volna az áramütésnek, a patkány akkor sem tett a büntetés ellen semmit, csak
tehetetlenül lekuporodott a padlóra (Ülkei, 1998). Ismét remek példákat láthatunk tehát arra, hogy a kondicionálás meglehetősen komplex, soktényezős folyamat.
Ülkei (1998) leírja, hogy a behavioristák foglalkoztak még olyan folyamatok leírásával és magyarázatával, mint a szenzoros előkondicionálás, a perceptuális tanulás, a látens tanulás vagy a kognitív térképek. A mentális panaszokra is megpróbáltak különböző magyarázatokkal szolgálni, s ebből kiindulva új terápiás lehetőségeket is felvázoltak. Pl. vizsgálták az ún. kísérleti neurózist, melyet azzal magyaráztak, hogy a külvilág bejósolhatatlanságának következményeként a szervezet alkalmazkodási rendszerei felmondják a szolgálatot. A behaviorista pszichológia hozadékaként kirajzolódott egy újfajta gyógyító irányzat, a viselkedésterápia, mely a tanuláselméletek keretében kívánja kezelni az emberek lelki panaszait. Számos jelentős eredmény mutatható ki a módszert illetően pl. a fóbiák kezelésében.